# Club Voleibol Ciutadella
Club Voleibol Ciutadella, ou Avarca de Menorca, est un club espagnol de volley-ball fondé en 1985 et basé à Ciutadella de Menorca qui évolue pour la saison 2014-2015 en Superliga Femenina.

## Palmarès
- Championnat d'Espagne
  - Vainqueur : 2011, 2012.
  - Finaliste : 2010.
- Copa de la Reina
  - Finaliste : 2009, 2011, 2014.
- Supercoupe d'Espagne
  - Vainqueur : 2020.
  - Finaliste : 2009, 2012,  2014.

## Effectifs

### Saison 2014-2015
Entraîneur :  Bep Llorens